# GP32
GP32（GamePark 32）は、韓国の企業であるGame Parkが開発した携帯型ゲーム機。

## ハードウェア
124MHzのARMアーキテクチャのCPUをベースとし、10MBのRAMを搭載している。独自カートリッジを採用する類似のゲーム機とは異なり、スマートメディアを媒体として採用し、アマチュアのゲーム開発者を惹きつけた。USBポートでPCと接続でき、シリアル拡張ポートも備えている。
発売された機種には3つのバージョンが存在する。最初のGP32には液晶画面にライトがなく、その後フロントライトユニット(FLU)版とバックライトユニット版(BLU)が登場している。BLUはヨーロッパで2004年夏ごろリリースされた。2004年末にはBLU+版と呼ばれるバージョンがリリースされており、従来のBLUとは液晶画面が異なる。いずれも本体は白く、ボタンは白か灰色である。プロモーション用の異なる色のユニットもいくつか存在し、プロトタイプのデザインは市販品とは大きく異なる。

### DivX
元々再生できるわけではないが、フリーウェアの GPCinema を使うことでDivXのムービーが再生可能となる。当時競合していたゲームボーイアドバンスと比較すると、GP32の方がムービーを滑らかに再生できた。

### ソフトウェアのインストール
GP32ではソフトウェアを2MBから128MBのスマートメディアカードに格納している。このため、ユーザーがメディアやアプリケーションやゲームを自由にGP32で使用でき、ファームウェアすらも置き換えることができる。市販のゲームは販売店で購入するだけでなく、インターネット経由でダウンロード購入することもできる。販売店で購入したゲームにはゲームを格納したスマートメディアが入っている。このゲームはそのカードでしか動作しないよう暗号化されており、ダウンロードする場合もその機体のIDを使った暗号化がなされる。オンライン購入の方が安価であり、だいたい10ドルから30ドルで販売されていた。

### Homebrew 開発
Game Park はシステムを強力で便利なものにすると同時に、Homebrewソフトウェアをユーザーが開発できるようにしたいと考えていた。GP32を購入し、そのユニットのIDを公式サイトに登録すると、GP32用のゲーム開発のためのツール群を無料で入手できるようになっていた。また、制限付きながらそのようなHomebrewソフトウェアを公式サイトで公開することも可能だった。GP32の本来のファームウェアは暗号化されたゲームやツールしか実行できないが、ユーザーは暗号化した "Free Launcher" を使って未登録で暗号化されていないソフトウェアも動作可能とした。
このような戦略だったため、GP32は様々なHomebrewのアプリケーションやゲームのホストとして利用された。代替ファームウェア、ファイルマネージャー、ゲーム、各種エミュレーター、RPGツクールのようなゲームジェネレーター、DivXプレーヤー、画像のスライドショーなど各種アプリケーションが開発された。

### エミュレータ
GP32上では、従来の様々なゲーム機やホームコンピュータなどのエミュレータが開発・移植された。これによってGP32上で様々な古いゲームをプレイすることができた。また、Microsoft Windows 上にGP32エミュレータが開発され、GP32用ソフトウェアをWindows上で動作させることもできた。

## 仕様
| 寸法         | 147 mm × 88 mm × 34 mm |
| 重量         | 0.163 kg |
| ディスプレイ | 3.5" TFT、16ビットカラー、320 × 240 ピクセル |
| CPU          | Samsung S3C2400X01 (ARM920T core)、20（あるいはそれ以下）から 133 MHz。166MHz以上にオーバークロックできる場合もあり、256MHzで動作した例もある。ただしオーバークロックすると動作が不安定になり、バッテリの寿命が短くなる。初期の一部ユニットは最高132MHz。 |
| RAM          | 10 MB SDRAM |
| ROM          | 512 KB |
| サウンド     | 44.1 kHz 16ビット・ステレオサウンド 4チャンネルのWAVミキシング（公式SDKでサポートしている） 16声ソフトウェアMIDI（公式SDKでサポートしている） イヤホンポート ステレオスピーカー                                                                           |
| ストレージ   | スマートメディア 8–128 MB |
| 電源         | 単三電池2本または3VのACアダプタ。バッテリ持続時間は6時間から最長で12時間強。 |

## ソフトウェア
本体と同時発売のソフトは5つ。最終的に28のゲームがリリースされている。最後の市販ゲームは2004年12月16日に発売された Blue Angelo というRPGである。GP32用ゲームは販売店で購入することもできるが、JoyGP という公式サイトからダウンロード購入することもでき、こちらの方が安かった。JoyGP の前身として韓国内だけで利用可能だった MegaGP というサイトがあった。ただし、ゲームによってはダウンロード販売されなかったものもあり、前述の Blue Angelo はフランスで販売店でのみ売られていた。また、"Gloop Deluxe" はダウンロード販売だけだったが JoyGP 以外のサイトで配布されていた。
GP32用の市販ゲームは少ないが、前述したように多くのオープンソース/自由ソフトウェアの開発者が各種エミュレータやPCゲームの移植を行った。また、アマチュアの開発者が様々なゲームを開発し、無料で公開していた。Game Park はGP32用ゲームのリリースに対してロイヤリティの支払いを求めなかったため、小規模の開発者がGP32用ゲームを開発することが容易になっていた。
エリクソンの小型キーボードの修正版がGP32に接続できるようになると、数々のLinux移植プロジェクトなどソフトウェア開発がさらに盛大に行われるようになった。また、各種エミュレータにもキーボードサポートが追加された。

## その他

### 入手可能性
Game Park は2006年3月に倒産したため、現在GP32を入手するのは難しい。
GP32は韓国と一部のアジア諸国で発売された。BLU版は2004年6月15日にポルトガル、スペイン、イタリアで、199ユーロの価格で発売された。イギリスやスウェーデンでも正規の代理店が販売している。しかし、南北アメリカではリリースされず、通信販売でしか入手できなかった。
世界的なリリースとはならなかったが、ユーザーや開発者のコミュニティは世界的な広がりを見せている。2007年末までに約3万台が販売された。

### BLU+
GP32のバックライト版のうち2004年12月にリリースされたものを、俗にBLU+ と呼ぶ。これは使用しているLCDユニットがサムスン製ではなく台湾のメーカー製になっており、一部アプリケーションでは画面に白い線が現れるなどの非互換が発生した。ただし大部分のアプリケーションはむしろコントラストが改善されている。バックライト版は正式には全てBLUと呼ばれていて、BLU+ という呼称はコミュニティが両者を区別するために名付けたものである。

### 後継
- GP2X - 別の会社であるGamePark Holdingsが開発したゲーム機
- GP2X Wiz - GP2Xの後継機
- XGP - Game Parkが開発していた後継機だが、リリース前に倒産した。